# Koei
Koei es una empresa japonesa de videojuegos fundada en julio de 1978 por Yoichi y Keiko Erikawa. Se estableció (bajo el nombre de KOEI Corporation) en Estados Unidos en 1988. Posteriormente, se abrieron dos empresas subsidiarias en China, ubicadas en Tiajin (1989) y Pekín (1992).
Sus oficinas en Estados Unidos están en Burlingame, California.
Entre sus juegos más importantes destacan las sagas Dynasty Warriors (Shin Sangoku Musou), Romance of the Three Kingdoms (Sangokushi), Samurai Warriors (Sengoku Musou) y Kessen, todos ellos de corte épico. El 25 de febrero de 2010 Koei se fusiona con Tecmo formando Tecmo Koei.

## Sagas más conocidas

### Romance of the Three Kingdoms - San Goku Shi
- Romance of the Three Kingdoms | San Goku Shi (NES y GBA)
- Romance of the Three Kingdoms II | San Goku Shi II (NES SNES y SG)
- Romance of the Three Kingdoms III: Dragon of Destiny | San Goku Shi III (SS, SNES y SG)
- Romance of the Three Kingdoms IV: Wall of Fire | San Goku Shi IV (PS PC SS y SNES)
- San Goku Shi IV (PSP)
- Romance Of three Kingdoms V | San Goku Shi V
- Romance of the Three Kingdoms: Legend of Kongming
- Romance of the Three Kingdoms VI: Awakening of the Dragon | San Goku Shi VI (PS, DC y PSP)
- Romance of the Three Kingdoms: Legend of Cao Cao
- Romance of the Three Kingdoms VII | San Goku Shi VII (PS2 y PSP)
- Romance of the Three Kingdoms VIII | San Goku Shi VIII (PS2 y PSP)
- Romance of the Three Kingdoms IX | San Goku Shi IX (PS2)
- Romance of Three Kingdoms IX Con Power up Kit | San Goku Shi IX (PSP)
- Romance of the Three Kingdoms X | San Goku Shi X (PC y PS2)
- San Goku Shi: Koumeiden (GBA)
- San Goku Shi: Eiketsuden (GBA)
- San Goku Shi DS (NDS)
- San Goku Shi DS 2 (NDS)
- San Goku Shi DS 3 (NDS)
- Romance of The Three Kingdoms XI | San Goku Shi XI (PC y PS2)
- Romance of the Three Kingdoms Online | San Goku Shi Online (PC y PS2) - Próximamente
- Romance of the Three Kindoms  XII | San Goku Shi XII
- Romance of the Three Kingdoms XII Con Power-Up Kit | San Goku Shi XII
- Romance of the Three Kingdoms XIII | San Goku Shi XIII
- Romance of the Three Kingdoms XIII Con Power up Kit | San Goku Shi XIII
- Romance of the Three Kingdoms Online | San Goku Shi Internet
- Romance of the Three Kingdoms Maker |
- Romance of the Three Kingdoms 2017 (XI Remasterizado)

### Dynasty Warriors - (Shin) Sangoku Musou
- Dynasty Warriors | Sangoku Musou (PSX y PSP)
- Dynasty Warriors 2 | Shin Sangoku Musou (PS2)
- Dynasty Warriors 3 | Shin Sangoku Musou 2 (PS2 y Xbox)
- Dynasty Warriors 3 Xtreme Legends | Shin Sangoku Musou 2: Mushouden (PS2)
- Dynasty Warriors 4 | Shin Sangoku Musou 3 (PS2 y Xbox)
- Dynasty Warriors 4: Xtreme Legends | Shin Sangoku Musou 3: Mushouden (PS2)
- Dynasty Warriors 4: Empires | Shin Sangoku Musou 3: Empires (PS2)
- Dynasty Warriors Advance (GameBoy Advance)
- Dynasty Warriors 5 | Shin Sangoku Musou 4 (PS2, Xbox)
- Dynasty Warriors 4 Hyper | Shin Sangoku Musou 3 Hyper (PC)
- Dynasty Warriors 5 Xtreme Legends | Shin Sangoku Musou 4 Mushouden (PS2)
- Dynasty Warriors 5 Empires | Shin Sangoku Musou 4: Empires (PS2 y Xbox 360)
- Dynasty Warriors 2nd Evolution | Shin Sangoku Musou 2nd Evolution (PSP)
- Dynasty Warriors 5 Special | Shin Sangoku Musou 4 Special (PC y Xbox 360) - Próximamente
- Dynasty Warriors Broadband | Shin Sangoku Musou Online (PC) - Próximamente
- Dynasty Warriors Mahjong | Jan-Sangokumusou (PS2, PSP y NDS) - Sólo Japón
- Dynasty Tactics (PS2)
- Dynasty Tactics 2 (PS2)
- Dynasty Warriors 6 | Shin Sangoku Musou 5 (PC, PS2, PS3, XBOX 360) Web Official
- Dynasty Warriors: Strikeforce (PSP, PS3, Xbox 360)
- Dynasty Warriors: Strikeforce 2
- Dynasty Warriors 6 Special | Shin Sengoku Musou 5 Special
- Dynasty Warriors 7 | Shin Sangoku Musou 6 (PC, PS3, Xbox 360)
- Dynasty Warriors 7: Xtreme Legends (PS3) | Shin Sangoku 6 Musou Mushouden
- Dynasty Warriors 7 Empires| Shin Sangoku Musou 6 Empires
- Dynasty Warriors 7 Special | Shin Sengoku  Musou 6 Special
- Dynasty Warriors: Next |
- Dynasty Warriors: VS |
- Dynasty Warriors: Blazing Battles |
- Dynasty Warriors: SLASH
- Dynasty Warriors 8 | Shin Sangoku Musou 7
- Dynasty Warriors 8 Xtreme Legends | Shin Sangoku Musou 7 Mushouden
- Dynasty Warriors 8 Empires
- Dynasty Warriors: Goodseekers | Shin Sengoku Musou Eiketsuden
- Dynasty Warriors: Unleashed | Shin Sengoku Musou Sen
- Dynasty Warriors: Blast
- Dynasty Warriors 9| Shin Sangoku Musou 8

### Samurai Warriors - Sengoku Musou
- Samurai Warriors | Sengoku Musou (PS2 y Xbox)
- Samurai Warriors: Xtreme Legends | Sengoku Musou: Moushouden (PS2)
- Samurai Warriors: State of War | Geki Sengoku Musou (PSP)
- Samurai Warriors 2 | Sengoku Musou 2 (PC, PS2 y Xbox 360)
- Samurai Warriors 2: Empires (PS2 y Xbox 360)
- Samurai Warriors 2: Xtreme Legends (PS2 y Xbox 360 (La versión para la Xbox 360 se tiene que descargar))
- Samurai Warriors Wave | Sengoku Musou Wave (Wii, salida en Japón con la consola)
- Samurai Warriors | Katana (Wii)
- Samurai Warriors 3 | Sengoku Mosou 3 (Wii)
- Samurai Warriors 3 Xtreme Legends | Sengoku Musou 3 Moushouden
- Samurai Warriors Chronicles
- Samurai Warriors 3 Empires | Sengoku Musou Empires
- Samurai Warriors 3 Z Special | Sengoku Musou Special Z
- Samurai Warriors Chronicles 2nd
- Samurai Warriors 4 | Sengoku Musou 4 (PS3 Y PS4)
- Samurai Warriors Chronicle 3
- Samurai Warriors 4-II | Sengoku Musou 4-II (PS3 PS4 Y PC)
- Samurai Warriors 4 Empires (PS4)
- Samurai Warriors  Spirit of Sanada | Sengoku Musou Sanada Maru (PS3 Y PS4)

### Warriors Orochi - Musou Orochi
- Warriors Orochi | Musou Orochi (PC, PS2, PSP, Xbox 360)
- Warriors Orochi 2 | Musou Orochi: Maou Sairin (PS2, PSP, Xbox 360)
- Warriors Orochi 3 | Musou Orochi 2 (PS3 y Xbox 360)
- Warriors Orochi 4 | Musou Orochi 3 (PS4, Nintendo Switch, Xbox One y PC)

### Kessen
- Kessen 1
- Kessen 2
- Kessen 3

### Taikou Risshiden
- Taiko Risshiden
- Taiko Risshiden II
- Taiko Risshiden III
- Taiko Risshiden IV
- Taiko Risshiden V

## Winning Post
- Winning post 1
- Winning Post EX
- Winning Post 2
- Winning Post 2 Plus
- Winning Post 2 Plus con Power Kit
- Winning Post 2 Program '96 - denominado como Winning Post
- Winning Post 2 Final '97
- Winning Post 2 Program '97
- Winning Post 3
- Winning Post 3 con Power Up Kit
- Winning Post Program '98
- Winning Post 4
- Winning Post 4 con Power Up Kit
- Winning Post para la Gameboy Advance
- Winning Post 4 Program 2000
- Winning Post 4 Maximum
- Winning Post 4 Maximum Program 2001
- Winning Post 5
- Winning Post 5 con Power Up Kit
- Winning Post 5 Maximum 2002
- Winning Post 5 Maximum 2003
- Winning Post 6
- Winning Post 6 con Power Up Kit
- Winning Post 6 Maximum 2004
- Winning Post 6 Maximum 2005
- Winning Post 6 Maximum 2006
- Winning Post 7
- Winning Post 7 con Power Up Kit
- Winning Post 7 Maximum 2006
- Winning Post 7 Maximum 2007
- Winning Post 7 Maximum 2008
- Winning Post World
- Winning Post World 2010
- Winning Post 7 2012
- Winning Post 7 2013
- Winning Post 8
- Winning Post 8 2015
- Winning Post 8 2016
- Winning Post 8 2017
- Winning Post - Descontinuada por la serie afiliada de Winning Post 7
- 100man-nin no Winning Post - Por DeNA and Mobage
- Pachislot Winning Post

## Otras Obras derivadas de Koei
- L Emperor
- Celtic Tales
- Genghis Khan
- Ark Of time
- Uncharted Waters: New Horizon
- Operation Europe: Path of Victory
- WinBack:convert operation (N64,PS2)